# Tisha Venturini
Tisha Venturini (3 de março de 1973) é uma ex-futebolista estadunidense.